# Daniel Irigoyen
Daniel Irigoyen (Buenos Aires; 2 de enero de 1950) es un músico y poeta lírico y social que participó en los inicios del llamado movimiento de rock nacional como cantante y compositor del grupo Los Mentales μ con el que se confirmó como una de las voces más singulares del rock argentino de primera generación.

## Biografía

### Niñez y adolescencia
Huérfano de madre, a los 4 años es trasladado a un pueblo al norte de la provincia de Buenos Aires, quedando al cuidado de sus abuelos paternos. Terminada la escuela primaria, a los 14 años regresa a Buenos Aires para vivir con su padre. Cursa el secundario en un colegio de franciscanos del barrio de Once, compartiendo aulas y primeras aventuras del asfalto con su compañero de barrio Alejandro Medina.

### Carácter artístico
Con el advenimiento de Los Beatles y las primeras lecturas desordenadas de diferentes autores metafísicos que ejercieron sobre él una gran influencia, desde muy joven comprende que para compartir el desamparo una sola forma de expresión no sirve. Siguiendo el ejemplo de los grandes del Renacimiento, que igual hacían un mural que un soneto o componían una canción de desgarro emocional, el “Arte total“ es lo que Irigoyen siempre ha perseguido como músico y como persona. Atraído por cuestiones “místicas“ más que filosóficas concibe la divinidad como motor inmóvil del universo y causa final de todas las cosas. Creacionista más que surrealista. Considera que los textos herméticos siempre serán más fáciles de escribir que un canto de alegría o de dolor existencial. Como cantautor, en sus textos se ha preocupado en resaltar la arrogancia e hipocresía de la sociedad mercantilista de posguerra, no como protesta política, sino como mensaje poético de lo que tiene de común con los demás hombres, lo que los hombres todos cantarían si tuvieran un poeta dentro.

### Inicios y contracultura
Junto a otras personalidades como Litto Nebbia, Javier Martínez, Moris, Tanguito, Pajarito Zaguri, Miguel Abuelo y Pipo Lernoud (entre otros), forma parte a mediados de los ´60 de los proyeccionistas contraculturales autodenominados “náufragos“, un grupo de músicos y poetas anti-establishment que frecuentaban los reductos de La Perla del Once y La Cueva de Pueyrredón fundamentalmente y algo después el Bar Moderno que estaba en relación directa con el Instituto Di Tella, entre otros antros fundacionales de la contracultura porteña.
A los 17 años conoce en dicha institución (eje de la actividad cultural de los años ´60), al artista plástico Pablo Suárez, lo que le permitió relacionarse con algunas de las figuras claves del ambiente artístico e intelectual de la época, contribuyendo fugazmente como modelo para fotógrafos y artistas plásticos y en un proyecto estético de teatro experimental organizado por exmiembros de la obra Libertad y otras intoxicaciones del dramaturgo Mario Trejo, actuando en un espectáculo mediático de lectura como acto físico basado en los Cantos de Maldoror del Conde de Lautremont y en el espectáculo audiovisual dedicado a la obra y espíritu de Los Beatles llamado Beat Beat Beatles sacado adelante por Daniel Armesto, Angel Telechea y Roberto Jacoby.

### Primeros festivales masivos
Con Los Mentales, banda que fuera producida artísticamente por Litto Nebbia para la RCA Victor, Irigoyen participa de algunos de los eventos más importantes del movimiento roquero de los años iniciáticos, entre ellos:
- El ciclo de recitales “Beat Baires” realizado cada domingo durante el mes de junio de 1969 en el teatro “Coliseo” de Buenos Aires, y en el que participaron Almendra, Manal, , Vox Dei, Moris, Engranaje, Hielo, Conexión Nro5, Piel Tierna y Los Abuelos de la nada.
- El Festival Pinap de Música Beat y Pop, el primer festival masivo al aire libre que hoy figura en la historia como la piedra fundamental que catapultó después todo un movimiento pero también todo un negocio de futuro próspero para el Rock Argentino que se realizó durante algunos sábados en la primavera de 1969, en el desaparecido anfiteatro Municipal Río de la Plata (en la intersección de las porteñas avenidas Pueyrredón y Figueroa Alcorta) contando con la actuación entre otros de Almendra, Manal, Los Gatos, La Barra de Chocolate, , Litto Nebbia, Conexión Nro 5 con Pappo y La Cofradía de la Flor Solar.
- También en septiembre de 1969 Daniel Irigoyen recibe una mención especial a la mejor voz del Primer Festival Nacional de la música Beat, transmitido por televisión desde el Teatro Nacional de Buenos Aires, en el que habían concurrido bandas que actuaron ante un rígido jurado de “entendidos“, que debían consagrar a ganadores en ejecución, composición e interpretación.

- Y por último en el multitudinario primer Festival B.A.Rock, que se llevó a cabo durante cuatro sábados y un miércoles de noviembre de 1970 en el Velódromo Municipal. Se estima que en el transcurso de los recitales se movilizaron algo más de 29.000 personas para ver y escuchar desde las gradas a Moris, Los Gatos, Los Mentales, Vox Dei, Manal, La Cofradía de la Flor Solar, Pappo´s Blues, Contraluz, Almendra, Engranaje, Miguel Abuelo, Sanata y Clarificación con Carlos Bisso, Pajarito Zaguri, Alma y Vida y Arco Iris, Sam y su Grupo, Provos, Triestre, La Unión, Diplodocum, Jarabe de Menta, Diego & Aramis, Alma de Lluvia, Engranaje, Bang y La Banda del Oeste, Victoria, La gota de Grasa, Zandunga, Gamba Trio, Hielo, Pot Zenda y el Cuarto Poder, La Barra de Chocolate, Natural y Sol.

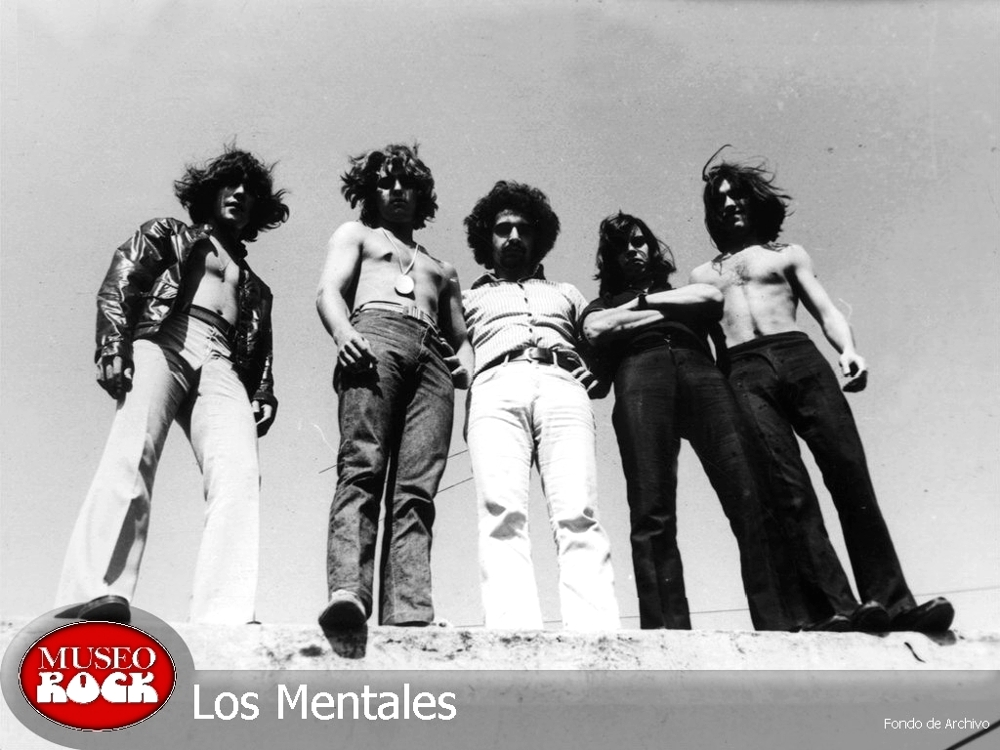

### Los Mentales
- Primera Formación: (1968)
- Batería - Juan Rodríguez, que después pasaría a tocar con Sui Generis, Polifemo y con Miguel Cantilo entre otros
- Guitarra - Rubén Biscione
- Primera voz - Daniel Irigoyen

- Segunda formación: (1969-1971)
- Batería - Juan Rodríguez - Roberto “Corre“ López (1971)
- Guitarra - Rubén Biscione
- Primera voz y guitarra acústica - Daniel Irigoyen
- Teclados y bajo (1970) - Quique Alvarado
- Bajo - Héctor Fernández / Fermín (1969)

## Estudios musicales
- Músico intuitivo autodidacta. A los 16 años, toma sus primeras indisciplinadas clases de batería con el maestro Alberto Alcalá. Al mismo tiempo intercala con la guitarra criolla que aprende a tocar por su cuenta.
- En su época con Los Mentales, dado el alto voltaje de adrenalina que se necesitaba en los llamados shows de fin de semana por los clubes de la periferia, (hasta cuatro o cinco presentaciones por noche en diferentes escenarios del gran Buenos Aires), Irigoyen tuvo el privilegio de tomar algunas clases privadas de canto, técnica respiratoria y otros conceptos esenciales para cantar sin romperse la voz, con la educadora y pianista Martha Nebbia (madre de Litto).

- En 1972, después de cumplir catorce meses obligatorios de servicio militar (diez de los cuales como tambor de la banda de música, donde aprendió los rudimentos básicos de redoblante), Luis Gambolini, fugaz baterista de Billy Bond y La Pesada del Rock and Roll y Pappo´s Blues que estaba pronto a partir para Europa, le convence de viajar juntos sin tener apenas idea de lo que les esperaba del otro lado del Atlántico. Después de un largo periplo de experiencias por diferentes países del Viejo Mundo, incluyendo once meses trabajando en un tanque petrolero inglés, y que abandona a mediados del ´73 en un astillero de la ciudad de Nueva York, pernocta algunas semanas en el barrio del Bronx donde se contacta por primera vez con los ritmos afro-latinos.

- A finales de los ´70 toma clases privadas intensas de conga y timbal con el maestro puertorriqueño Freddie Santiago. Además de los varios encuentros casuales con el también puertorriqueño Giovanni Hidalgo, el newyoriqueño Milton Cardona, y el peruano Alex Acuña (batería y percusión), que le ayudaron a relajarse y a adquirir seguridad en la interpretación. En los ´80 empieza de forma autodidacta a estudiar piano, más que nada como elemento enriquecedor para cantar y componer sus tonadas, abriéndose a nuevas frecuencias y arreglos orquestales.

## Exilio

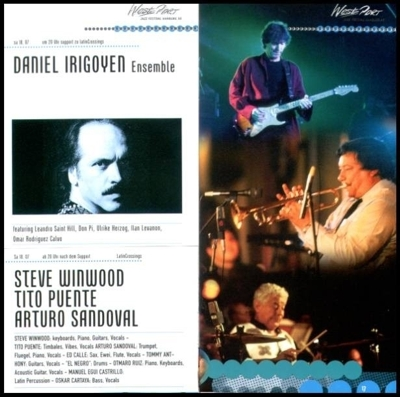
Daniel Irigoyen Ensemble junto a Latincroosing, formación del legendario Steve Winwood en el West Port Jazz Festival.

A finales del año 1973 Irigoyen regresa a Buenos Aires con la idea de retomar su carrera musical. Los acontecimientos sociopolíticos se debatían en contrastes y enfrentamientos entre ciertos sectores del peronismo por el poder, lo que más tarde desencadenó en un Golpe de Estado y una Junta Militar gobernando Argentina
Fuera de todo contexto político y durante aquellos años, en ocasiones se detenía a personas ajenas a la política, entre los que una vez fue el propio Irigoyen quien así lo fuera una noche a la salida de un teatro, quedando incomunicado varias semanas al parecer interrogado y maltratado por quienes lo detuvieron. Después de varias tratativas familiares, Irigoyen quedó en libertad.
Sus planes de continuar con una banda de Rhythm and Blues (Avalancha), cantando y tocando batería con los guitarristas Tito Larregui, Dicky Campilongo, Miguel Botafogo y el bajista Carlos Pan, fueron cancelados. Con temor a que se repitiese una situación similar por la que había pasado, Irigiyen se embarcó en un crucero italiano con destino a Génova. Hacia 1976 se estableció en Hamburgo, Alemania, desde donde llevó a cabo una continua actividad musical, fundamentalmente como cantante y percusionista.
Entre los hitos más importantes de su carrera europea figuran su participación como integrante de bandas de jazz-rock, grupos de salsa, fusión, latin-jazz, acompañando cantantes en giras intercontinentales (Thomas Anders) y finalmente dirigiendo sus propios proyectos.

## Libros
En 1979 publica el libro de poemas "Pulsaciones a la puerta del hombre". A partir de entonces contribuyó en diferentes publicaciones literarias latinoamericanas en el exilio, Tierrada 1, Tierrada 2, Franja, columnista en la revista de música alemana Rimshot Publication – Das Magazin für moderne rhythmatiker und multi-Malletisten. En el 2007 edita el libro "A un paso del cielo (Confesiones de un
superviviente)". "Testimonio sobre los años de la contracultura y el despertar del rock en Argentina, la música, influencias, crónicas y aproximaciones al nuevo milenio".

## Discografía

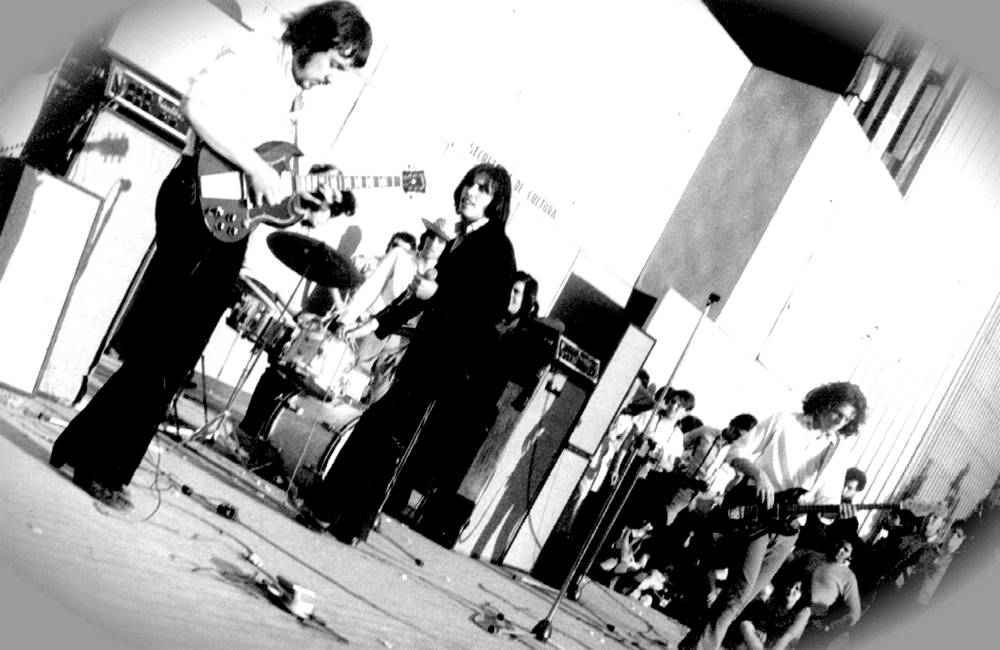
Pappo Napolitano (Pappo´s Blues), Daniel Irigoyen (Mentales), juntos con Rodolfo García y
Emilio Del Guercio (Almendra) en el Festival Pinap de música beat y pop, primavera de 1969.

### Singles
- 1969 -  RCA Victor

1. Cuando un hombre sólo ama a una mujer (Litto Nebbia)
2. Hombre de traje azul (Bashura)

- 1970 -  RCA Victor

1. La calle principal (Daniel Irigoyen)
2. No me agobies nena (Daniel Irigoyen)

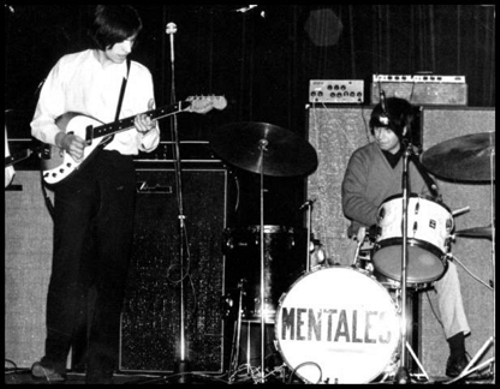
Los Mentales, Irigoyen y Juan Rodríguez (Sui Generis), en el teatro Coliseo de Buenos Aires (Beat Baires), junio de 1969.

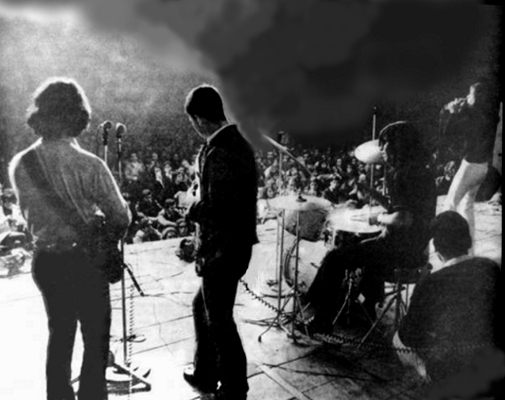
Los Mentales en el recital de Los Super Grupos en el Luna Park de Buenos Aires, 12 de junio de 1970.

### Álbumes - Colaboraciones
| Año  | Proyecto                                   | Sello                     |
| ---- | ------------------------------------------ | ------------------------- |
| 1969 | Ciro Fogliatta - Música para el amor joven | RCA Victor                |
| 1970 | Los Gatos - Rock de la mujer perdida       | RCA Victor                |
| 1983 | United Nation Jazz Rock & Lyric Orchestra  | Hand Record Germany       |
| 1985 | Felix de luxe - Die Tricks des Glücks      | Polydor Germany           |
| 1989 | Litto Nebbia - Páginas de vida Vol 4       | Melopea - Editado en 1994 |
| 1999 | Wolf Biermann - Paradies üff Erden         | Lieder Produktion Altona  |
| 2004 | Carlos Zapata - Blue Dream                 | MR 2011 Germany           |
| 2011 | Saint-Hill Colectivo - Son my Soul         | Che! Records Germany      |
| 2013 | La Película de Gregorio - Mr. Stan-Dard    | Youkali Music             |
| 2013 | Daniel Messina Band - El futuro es hoy     | Mulatina Records          |

Álbumes - Bandas
| Año         | Banda                                           | Sello                      |
| ----------- | ----------------------------------------------- | -------------------------- |
| 1981        | Zorro - Instructions for another dream          | Alster Records Hamburg     |
| 1983 - 1984 | Chilam Balam (Studio & Live)                    | Aliado Records Hamburg     |
| 1985 - 1986 | Camalote - Brisas (Studio & Live)               | Flipper Records Berlin     |
| 1995 - 1996 | Irigoyen Criollo Band - The Latino Funk Society | Aliado Records Hamburg     |
| 1984 - 2015 | EXTRATERRITORIAL - The Music Of Chilam Balam    | Aliada Luz Records Hamburg |

Álbumes - Solista
| 1997 | Cuidando la Memoria                                                   | Aliado Records             |      |                                |                            |
| 2010 | Sueños Peligrosos Archivado el 4 de marzo de 2016 en Wayback Machine. | Mulatina Records           |      |                                |                            |
| 2018 | Daniel Irigoyen Fusion - CIRCUNSTANCIAS TERRENALES                    | Aliada Luz Records Hamburg | 2022 | Daniel Irigoyen - OMNIPRESENTE | Aliada Luz Records Hamburg |

- Músicos:
- Daniel Irigoyen: Voces, teclados, E. Guitar, batería, congas, timbales, Percusión
- Omar Rodríguez Calvo: Bajo
- Leandro Saint Hill: Tenor & soprano sax, flauta traversa
- Otmaro Ruiz: Piano, synthetizador
- Hugo Fattoruso: Synthetizador
- Litto Nebbia: Guitarra
- Sal Giorgiani: Tenor sax / Sampler
- Carlos Fischer: Trompeta / Sampler
- Hermann Süß: Trompeta
- Daniel Allen: Trompeta
- Kerry Loeschen: Trombón
- Jonas Mo: Guitarra
- Ilan Levanon - Guitarra
- Gustavo Gregorio: Bajo
- Ciro Fogliatta - Organ
- Guillermo Marigliano - E. Guitar

## Referencias

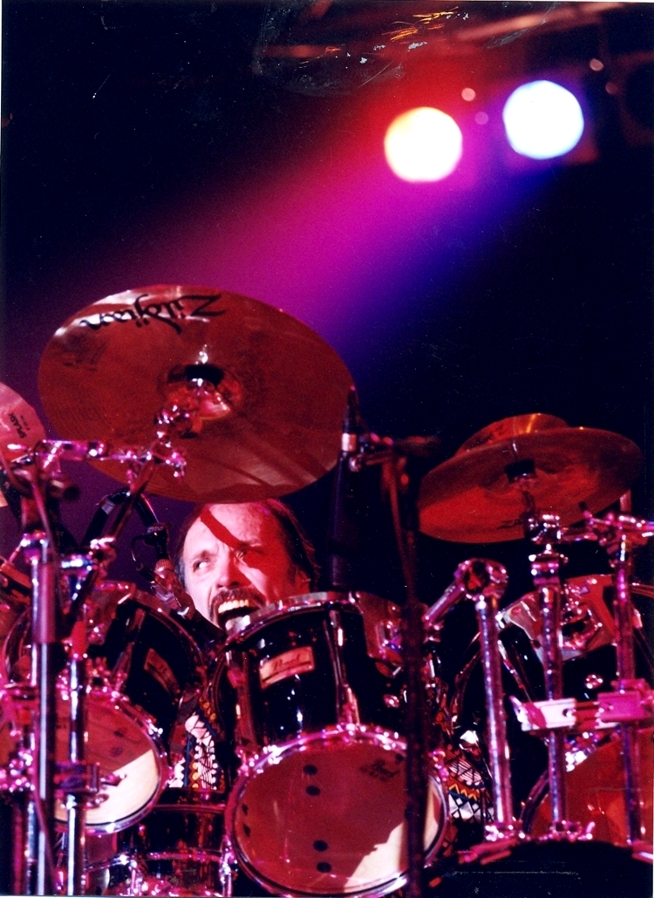
Irigoyen en concierto con su Ensemble - 2009.